# Marc-Guillaume-Alexis Vadier
Marc-Guillaume-Alexis Vadier (Pamiers-17 de julio de 1736-Bruselas, 14 de diciembre de 182), apodado «el Gran Inquisidor», fue un político francés, cuya actividad se ejerció durante el período de la Revolución.

### Estados Generales de 1789

#### Elecciones en Pamiers
El rey Luis XVI, accediendo a la petición de Loménie de Brienne prometió, el 5 de julio de 1788, reunir a los Estados Generales el 1 de mayo de 1789. Esta decisión agitó a la población del Condado de Foix porque la última reunión de estos Estados data de 1614 y el rey era popular. Jean-Baptiste de Marquié-Cussol, presidente del presidial desde 23 de abril de 1777, y Vadier, que compartió sus ideas, dirigen, en nombre del presidial cuya función no era, un memorando para el rey Piden que la representación del condado no sea del mismo orden que la de los estados de Foix argumentando que el territorio de la senescalcia es diferente al del condado. Luego agregan una nueva demanda que es que el tercero debe tener tantos representantes como los de la nobleza y el clero juntos.